# Apalis de Gosling
L'apalis de Gosling (Apalis goslingi) és una espècie d'ocell passeriforme que pertany a la família Cisticolidae pròpia d'Àfrica central. El nom comú i científic commemoren l'explorador G. B. Gosling.

## Distribució i hàbitat
Es troba a Angola, Camerun, República Centreafricana, República del Congo, República Democràtica del Congo i Gabon.
L'hàbitat natural és el bosc humit tropical de terres baixes.